# Brioschi Sviluppo Immobiliare
La Brioschi Sviluppo Immobiliare S.p.A. è un'azienda italiana, fondata il 15 gennaio 1907 da Achille Brioschi.

## Storia
Chiamata inizialmente Achille Brioschi & C., è diventata nel 1967 A. Brioschi Istituto Biochimico e nel 1975 Brioschi Finanziaria S.p.A., prima di assumere il nome attuale nel 2007.
Inizialmente società di produzione e commercio di prodotti chimici, specializzata in saponi, detergenti e prodotti per l'igiene (suoi erano i prodotti Effervescente Brioschi e Lisoformio), a partire dagli anni settanta si è ritirata dalla produzione, trasformandosi dapprima in una società finanziaria e quindi nella società immobiliare dell'Holding Bastogi.
È quotata alla Borsa di Milano dove è presente nell'índice FTSE Italia Small Cap.

## Azionariato
L'azionariato comunicato alla Consob è il seguente:
- Bastogi: 50,057%
- Enzo Ricci: 16,004%
  - Viris: 16,004%
- Altri azionisti: 33,939%